# Damen Container Feeder 800
Der Damen Container Feeder 800 (CFe800) ist ein Containerfeederschiffsentwurf der niederländischen Damen Shipyards Group. Eingeführt wurde der Schiffstyp als Damen Combi Feeder 800.

## Beschreibung
Die Schiffe verfügen über drei Laderäume, die mit Faltlukendeckeln verschlossen werden. Die Ladeluken sind 28,44 m lang und 18,60 m breit. Die vordere Hälfte der Luke 1 direkt hinter der Back ist 13,20 m breit.
In den Laderäumen können vier 20’-Container hintereinander geladen werden. In der Breite ist für bis zu sieben Container nebeneinander Platz. In Luke 1 können im vorderen Bereich drei Container und im hinteren Bereich vier Container übereinander geladen werden. In den Luken 2 und 3 finden drei Container übereinander Platz.
An Deck können bis zu acht Container nebeneinander geladen werden. Weiterhin finden im vorderen Bereich der Luke 2 an Deck drei 20’-Container Platz, die quer zur Längsachse des Schiffes verladen werden. Weitere Stellplätze befinden sich zwischen Luke 2 und 3, hier können acht 20’-Container nebeneinander geladen werden, sowie an Deck zwischen der Luke 3 und dem Deckshaus, wo weitere zwei 20’-Container hintereinander und jeweils acht Container nebeneinander geladen werden können. Der Bereich unter Deck wird hier vom Maschinenraum eingenommen.
An Deck können unter Berücksichtigung des Sichtstrahls direkt vor dem Deckshaus, welches sich ganz am Heck befindet, sieben Container übereinander geladen werden, bis zu sechs auf der Luke 3, fünf auf der Luke 2 und noch drei auf der Luke 1.
Die Schiffe der Serie sind für den Transport verschiedener Containergrößen ausgerüstet. Auf der Tankdecke und an Deck befinden sich Beschläge für 20’-, 30’-, 40’- und 45’-Container. An Deck können zusätzlich auch 48’- und 49’-Container geladen werden. Die Laderäume sind mit verstellbaren Zellgerüsten für 30’-, 40’- und 45’-Container ausgestattet. Für Kühlcontainer sind insgesamt 180 Anschlüsse vorhanden, davon 120 an Deck und je 30 in Luke 2 und 3.
Die Containerkapazität der Schiffe beträgt 803 TEU. Davon finden 206 in den Räumen und 597 an Deck Platz. Werden 40’-Container geladen sind Stellplätze für 361 FEU und 81 TEU vorhanden, davon 97 FEU und 12 TEU in den Räumen sowie 264 und 69 TEU an Deck. Bei 30’-Containern ist Platz für 511 Stück, davon 135 in den Räumen und 376 an Deck, bei 45’-Containern ist Platz für 329 Stück, davon 97 in den Räumen und 232 an Deck. 48’- und 49’-Container können in einer Lage an Deck geladen werden. Die Kapazität für diese Containergrößen beträgt 40 Stück.
Die Schiffe sind in ihrer Grundausstattung für eine maximal 15 Personen starke Besatzung ausgelegt, die in Einzelkabinen untergebracht ist. Die Besatzungsstärke kann durch ein zusätzliches Deck bzw. die Einrichtung mehrerer Kammern als Doppelkammern auf 20 Personen erhöht werden.

## Technische Daten
Die Schiffe werden von einem Neunzylinder-Viertakt-Dieselmotor des Herstellers Caterpillar (MaK 9M43 C) mit einer Leistung von 8400 kW angetrieben. Der Motor wirkt über ein Untersetzungsgetriebe auf einen Verstellpropeller. Die Schiffe erreichen eine Geschwindigkeit von 18 kn.
Die Schiffe sind mit jeweils einer Querstrahlsteueranlage im Bug- und Heckbereich ausgestattet. Das Bugstrahlruder leistet 700 kW, das Heckstrahlruder 500 kW. Beide Anlagen verfügen über einen Verstellpropeller.
Die Stromversorgung erfolgt über einen Wellengenerator mit einer Scheinleistung von 2000 kVA sowie zwei Caterpillar-Dieselgeneratoren mit einer Scheinleistung von jeweils 530 kVA (432 kW). Ein ebenfalls verbauter Notgenerator verfügt über eine Scheinleistung von 124 kVA.

## Schiffe der Serie
| Geeststroom      | Santierul Naval Damen Galati 1038 Damen Hoogezand 844          | 9287792 | 25. November 2003 8. September 2004 17. Dezember 2004 | 2008 Neuburg → 2021 WEC Van Ruysdael, so 2024 in Fahrt                                                                           |
| Geestdijk        | Santierul Naval Damen Galati ? Damen Hoogezand 845             | 9287807 | 25. November 2003 25. Oktober 2004 31. März 2005      | 2008 Vohburg → 2009 JSV Yaiza → 2010 Vohburg, so 2024 in Fahrt                                                                   |
| Smaland          | Santierul Naval Damen Galati ? Damen Hoogezand 846             | 9322542 | 29. Juni 2004 27. Mai 2005 27. Oktober 2005           | 2007 Jork Ranger → 2008 Eucon Progress → 2009 Jork Ranger → 2016 Ranger, so 2024 in Fahrt                                        |
| Halland          | Santierul Naval Damen Galati 1041 Damen Hoogezand 847          | 9322554 | 1. Januar 2005 1. Mai 2005 31. Oktober 2005           | 2007 Sleipner → 2016 Solong, so 2024 in Fahrt, am 10.03.2025 Kollision/Brand vor Hull (UK), ab August 2025 Verschrottung in Gent |
| Samskip Pioneer  | Santierul Naval Damen Galati 1042 Damen Hoogezand 856          | 9322566 | 29. Juni 2004 5. Oktober 2005 2. Mai 2006             | 2011 Jork Rider → 2016 JSP Rider, so 2024 in Fahrt                                                                               |
| Samskip Courier  | Santierul Naval Damen Galati 1065 Damen Hoogezand 857          | 9322578 | 29. Juni 2004 5. Oktober 2005 9. Mai 2006             | 2018 Dream, so 2024 in Fahrt |
| Samskip Express  | Santierul Naval Damen Galati 1071 Damen Hoogezand 859          | 9323479 | 21. Oktober 2004 9. Dezember 2005 25. August 2006     | so 2024 in Fahrt |
| Skirner          | Santierul Naval Damen Galati 1073 Damen Hoogezand 861          | 9328039 | 29. November 2004 7. April 2006 27. November 2006     | 2016 Meandi, so 2024 in Fahrt |
| Eucon Leader     | Santierul Naval Damen Galati 1072 Damen Hoogezand 860          | 9328027 | 21. Oktober 2004 4. Juli 2006 18. Dezember 2006       | 2009 Jork Ruler, so 2024 in Fahrt                                                                                                |
| Slidur           | Santierul Naval Damen Galati 1075 Damen Hoogezand 863          | 9328053 | 22. Dezember 2004 8. August 2006 29. Januar 2007      | in Fahrt gesetzt als BG Dublin → 2010 Slidur → 2016 Music → 2022 Panda 002, so 2024 in Fahrt                                     |
| Jork Reliance    | Santierul Naval Damen Galati 1074 Damen Hoogezand 862          | 9328041 | 29. November 2004 19. September 2006 30. März 2007    | 2016 Mirror, so 2024 in Fahrt |
| Samskip Explorer | Santierul Naval Damen Galati 1070 Damen Hoogezand 858          | 9323467 | 21. Oktober 2004 16. Dezember 2005 16. August 2006    | 2011 Jork Rover → 2016 JSP Rover, so 2024 in Fahrt                                                                               |
| Doris Schepers   | Santierul Naval Damen Galati 1108 Damen Gorinchem 8301         | 9404065 | 29. März 2006 9. März 2007 24. Juli 2007              | 2022 Carlota B, so 2024 in Fahrt                                                                                                 |
| Karin Schepers   | Santierul Naval Damen Galati 1112 Damen Gorinchem 8302         | 9404077 | 29. März 2006 8. Juni 2007 30. Oktober 2007           | 2022 Lucia B, so 2024 in Fahrt                                                                                                   |
| Kristin Schepers | Santierul Naval Damen Galati 1113 Damen Gorinchem 8303         | 9404089 | 30. März 2006 11. Dezember 2007 4. Juni 2008          | so 2024 in Fahrt |
| Henrike Schepers | Santierul Naval Damen Galati 1116 Damen Gorinchem 8304         | 9404091 | 30. März 2006 15. Juli 2008 12. November 2008         | so 2024 in Fahrt |
| Johanna Schepers | Santierul Naval Damen Galati 1147 Damen Gorinchem 568305       | 9436197 | 4. Oktober 2007 27. Oktober 2008 26. August 2010      | in Fahrt gesetzt als Susan Borchard → 2013 Huelva → 2014 Susan Borchard → 2019 Susan → 2021 BG Onyx, so 2024 in Fahrt            |
| Kaspar Schepers  | Santierul Naval Damen Galati 1148 Damen Gorinchem 568306       | 9436202 | 4. März 2008 16. Dezember 2008 15. September 2010     | in Fahrt gesetzt als Miriam Borchard → 2019 Miriam → 2021 BG Ruby, so 2024 in Fahrt                                              |
| Marita M         | Santierul Naval Damen Galati 1149 Damen Gorinchem 568307       | 9436214 | 26. Mai 2008 16. Juli 2009 31. Januar 2011            | in Fahrt gesetzt als Samskip Innovator, so 2024 in Fahrt                                                                         |
| Jens M           | Santierul Naval Damen Galati 1150 Damen Gorinchem 568308       | 9436290 | 14. Oktober 2008 28. August 2009 15. Februar 2011     | in Fahrt gesetzt als Samskip Endeavour, so 2024 in Fahrt                                                                         |
| Johanna Schepers | Jiangsu Bolunbao Shipbuilding Company ? Damen Gorinchem 568309 | 9436305 | 12. Dezember 2008 25. November 2010 14. Dezember 2011 | 2019 Expert → 2021 Veronica B, so 2024 in Fahrt                                                                                  |

## Vorfälle
Am 10. März 2025 kollidierte die unter portugiesischer Flagge fahrende Solong in der Nordsee vor der Humbermündung mit dem unter US-Flagge fahrenden Tankschiff Stena Immaculate (IMO-Nr. 9693018), dabei gerieten beide Schiffe in Brand.